# Jaime Giraldo Ángel
Jaime Giraldo Ángel (Anserma, Caldas; 15 de septiembre de 1929-Cota, Cundinamarca; 23 de agosto de 2014) fue un abogado y psicólogo colombiano. Fue ministro de Justicia entre 1990 y 1991.

## Biografía
Jaime Giraldo Ángel fue hijo de Ramón Giraldo y Adelfa Ángel. Estudió la secundaria en Manizales y luego en Medellín, posteriormente estudió derecho en la Universidad Externado de Colombia y psicología en la Universidad Nacional de Bogotá. En 1952 fue elegido como Juez Penal del Circuito de Anserma.
En 1954 estudió psicología en la Universidad Nacional Autónoma de México, regresó a Colombia a ejercer como docente en las universidades: Externado, Nacional, de los Andes y Militar, posteriormente desempeñó de Secretario General del Servicio Civil y del Ministerio de Justicia. En 1986 fue elegido como magistrado de la sala penal de la Corte Suprema de Justicia, sustituyendo a Hernando Baquero Borda, se destaca por la lucha de narcoterrorismo de Pablo Escobar.
En 1990 el presidente César Gaviria lo nombró como ministro de Justicia hasta el 1991, desde su ministerio impulsó la política de sometimiento a la Justicia mecanismos para combatir y contrarrestar la arremetida del narcoterrorismo, logró la entrega de importantes narcotraficantes como: Hermanos Ochoa, Pablo Escobar y Roberto Escobar Gaviria. En 1995 desempeñó como magistrado del Consejo Superior de la Judicatura. Dejó la vida pública y se radicó en Cota hasta su muerte el 23 de agosto de 2014.